# Sei Kera Hulu
Sei Kera Hulu is een bestuurslaag in het regentschap Medan van de provincie Noord-Sumatra, Indonesië. Sei Kera Hulu telt 8084 inwoners (volkstelling 2010).